# Goiás Esporte Clube
Goiás Esporte Clube je sportovní klub z města Goiânia v brazilském státě Goiás, věnující se především fotbalu. Byl založen 6. dubna 1943, klubovými barvami jsou smaragdově zelená a bílá. K domácím zápasům využívá stadióny Estádio da Serrinha (kapacita 9 900 míst) a Estádio Serra Dourada (kapacita 50 049).
Klub debutoval v Campeonato Brasileiro Série A v roce 1973 a odehrál v nejvyšší soutěži 39 sezón, nejlepším výsledkem bylo třetí místo v roce 2005. V letech 1999 a 2012 zvítězil v druhé lize. V roce 1990 byl finalistou brazilského poháru. Klub také vyhrál osmadvacetkrát mistrovství státu Goiás a třikrát získal Copa Centro-Oeste. V roce 2006 se účastnil Poháru osvoboditelů, kde vypadl v osmifinále s Estudiantes de La Plata. Šestkrát Goiás EC startoval v Copa Sudamericana a v roce 2010 došel až do finále, kde podlehl na penalty CA Independiente.
Od roku 1998 je Goiás EC členem sdružení Clube dos 13, kde je jediným zástupcem Středozápadního regionu. Klub má podle průzkumů 800 000 fanoušků, což ho řadí na 21. místo v Brazílii. Příznivci klubu založili organizaci Força Jovem Goiás.